# Loxandrus remotus
Loxandrus remotus är en skalbaggsart som beskrevs av Allen. Loxandrus remotus ingår i släktet Loxandrus och familjen jordlöpare. Inga underarter finns listade i Catalogue of Life.